# Arkadiankatu
La rue de l'Arkadie (en finnois : Arkadiankatu est une rue des quartiers de Etu-Töölö et Kamppi, à Helsinki en Finlande.

## Bâtiments

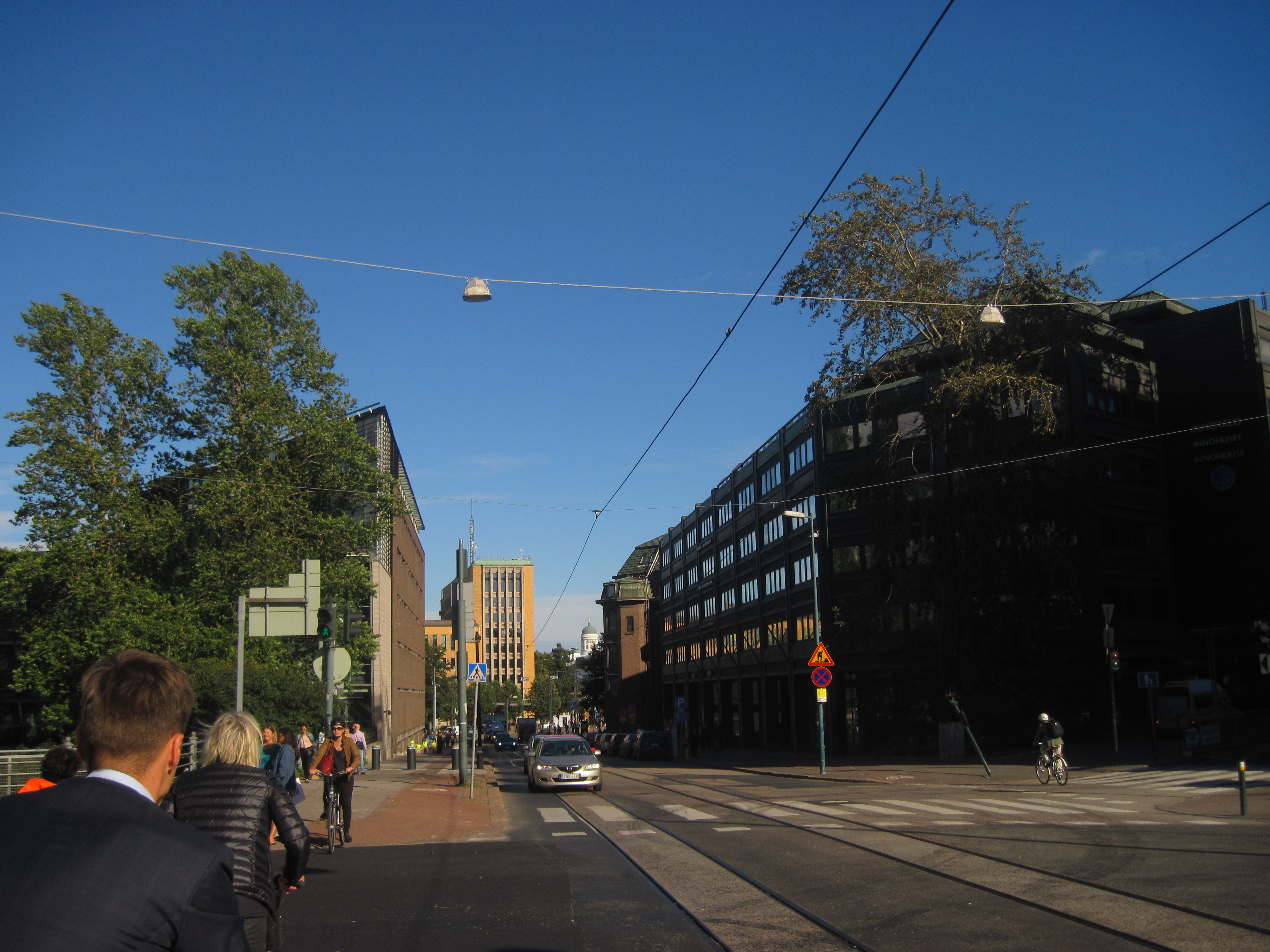
Partie Est de Arkadiankatu. Au fond la Postitalo et la cathédrale luthérienne.

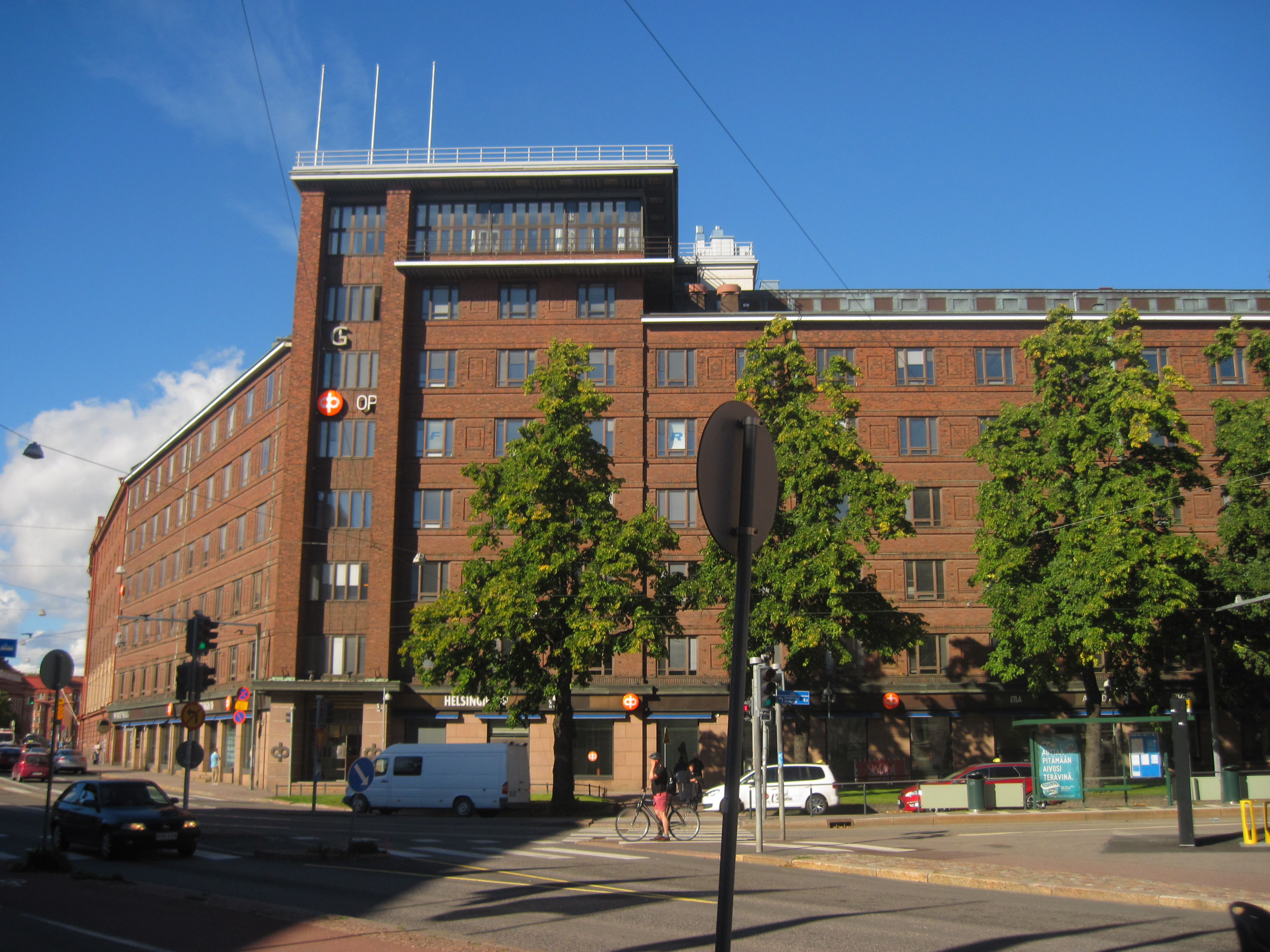
Ancien siège de la banque Osuuspankki, Arkadiankatu 21

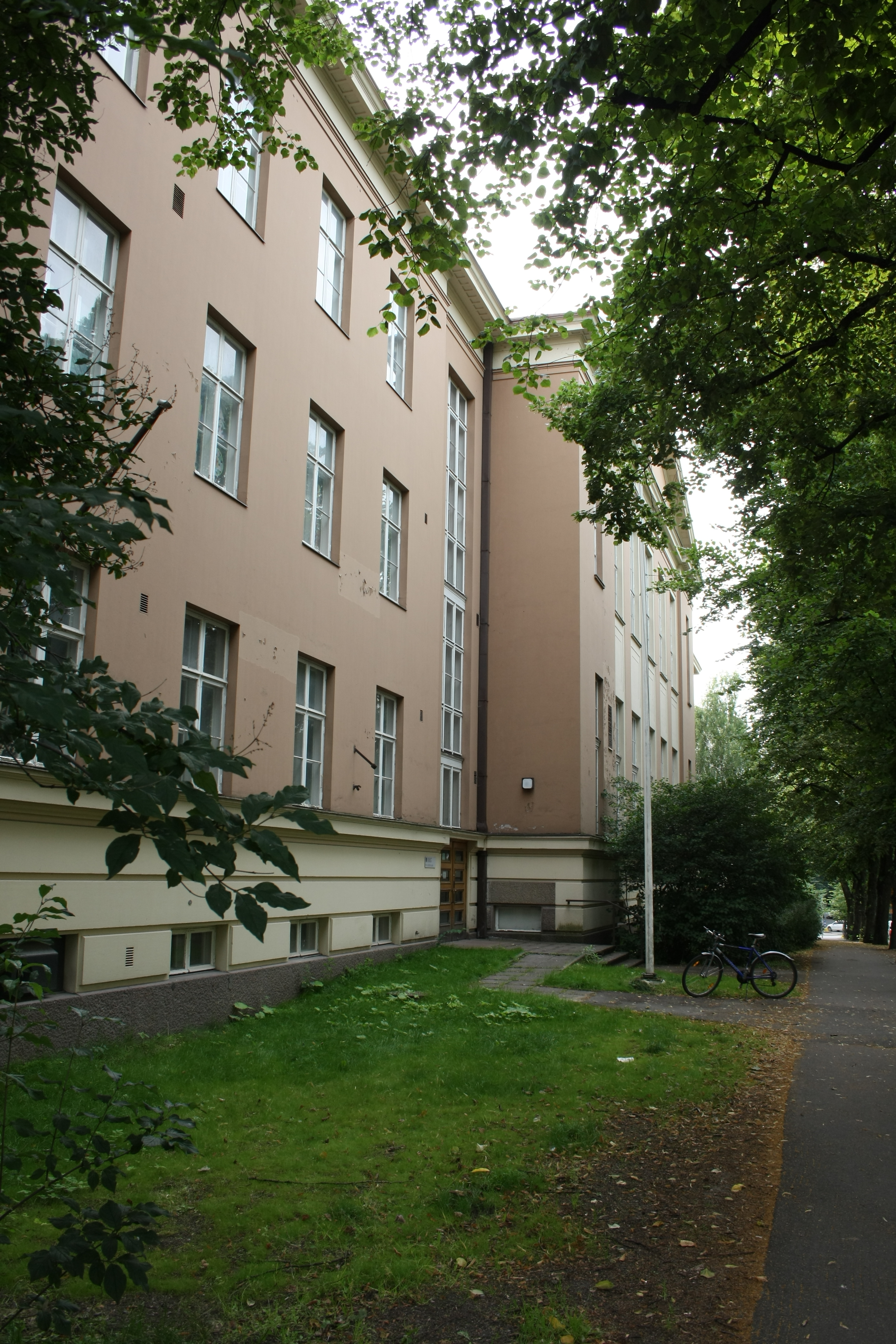
Lycée de Etu-Töölö, Arkadiankatu 26

- Arkadiankatu 2, Ancien lycée d'Arkadia
- Arkadiankatu 3, Petit parlement
- Maison de Nicolaieff (fi)
- Musée zoologique de Finlande,
- Arkadiankatu 7, École supérieure de commerce d'Helsinki,
- Arkadiankatu 7, VATT,
- Arkadiankatu 20, Hanken,
- Arkadiankatu 23 B, Institut finlandais des affaires internationales
- Arkadiankatu 22, Arkadia-talo,
- Arkadiankatu 26, lycée de Etu-Töölö (fi)

## Transports en commun
Les lignes 1 et 2 de tramway circulent le long d'Arkadiankatu, entre les rues Mannerheimintie et Runeberginkatu.

## Croisements
- Mannerheimintie,
- Baana
- Aurorankatu
- Fredrikinkatu,
- Runeberginkatu
- Lapuankatu,
- Ilmarinkatu,
- Mechelininkatu
- Väinämöisenkatu,
- Hietaniemenkatu,
- Hietakannaksentie.